# Striptih
Striptih je slovenski dramski TV film iz leta 1995.
Dorin je prek objektov in z igralci v več vlogah prepletel zgodbe Andreja Blatnika (Godalni kvartet), Blaža Ogorevca (Pasji dnevi) in Marijana Pušavca (Morje ljubezni).

### Zgodba
Pek in družinski oče Blaž je alkoholik, ki ga dodatno bremeni pasja vročina, zato se mu zmeša. Glasbenica Lidija je bila žrtev travmatične vzgoje. Sabina pričakuje svojo ljubljeno prijateljico Polono.

## Kritike
Nerini Kocjančič je bilo všeč, da zgodba o pijancu ni zatežena in da so njegovi ekscesi v skladu z njegovo mirno naravo. Blaž je opisala kot eteričnega pijanca, podobnega nezemeljski Lidiji, katere smrt se ji je zdela pravljična. Zgodbe je videla kot edini resnični svet Sabine, v katere navidez idiličnem gorskem svetu so pripadniki slovenske vojske in avstrijski lovci. Film je kljub občasnim spodrsljajem pohvalila kot primer dobre adaptacije literarnega dela. Navedla je prizore, kot so predolga pot članov godalnega kvarteta do hotela, Blaževo predolgo gledanje hčere in Sabinin glas v offu, ki pove preveč. Kljub temu prevečnemu kazanju je način ekranizacije označila za redkega v slovenskem prostoru, ki morda ne spoštuje literarne predloge, vendar ustvari avtonomno filmsko delo.

## Zasedba
- Peter Musevski: Blaž
- Barbara Babič: Lidija
- Alenka Tetičkovič: Polona
- Iuna Ornik: Sabina
- Vlado Novak

viri

## Ekipa
- fotografija: Radovan Čok
- montaža: Filip Robar Dorin in Marjeta Vida Meta Arh
- glasba: Quatebriga

## Nagrade
- 1996: Viktorji 1995: najboljša televizijska igrana oddaja[5]
- 5. slovenski filmski maraton 1995: Stopov igralec leta: Vlado Novak[4]